# Il caso Katharina Blum
Il caso Katharina Blum (Die verlorene Ehre der Katharina Blum oder: Wie Gewalt entstehen und wohin sie führen kann) è un film tedesco del 1975 diretto da Volker Schlöndorff e Margarethe von Trotta, tratto dal romanzo L'onore perduto di Katharina Blum di Heinrich Böll.

## Trama
La governante Katharina Blum viene arrestata per aver trascorso una notte con il rapinatore Ludwig Götten, conosciuto ad una festa. La polizia, convinta che la coppia si frequenti da tempo, interroga a lungo la giovane per sapere dove si nasconde l'evaso. Nel frattempo il quotidiano scandalistico Zeitung scandaglia la vita privata di Katharina, pubblicando dettagli intimi e falsificando notizie pur di vendere più copie. La ragazza, che riceve continue minacce e offese anonime, è sempre più scossa dalla vicenda, che coinvolge tutte le persone a lei care. Un giornalista, Werner Tötges, arriva a intervistare la madre gravemente malata di Katharina, che muore di dolore. L'unico strumento rimasto a Katharina per difendere il suo onore perduto è la vendetta.

## Critica
(Paolo Mereghetti)